# Kettős többség
A kettős többség olyan szavazási szabály, amelyben két külön kritérium alapján szükséges szavazatok többsége. A mechanizmust általában akkor használják, ha egy nagy jelentőségűnek ítélt intézkedéshez erős támogatásra van szükség. Egyesek a kettős többség alá sorolják a  törvényhozó testületekben a határozatképességhez szükséges jelenlevők számának követelményét és a népszavazásokon vagy választásokon alkalmazott részvételi küszöböt is.

## Használata

### Magyarország
2014 óta a Fővárosi Közgyűlésben csak akkor sikeres egy előterjesztés, ha a képviselők többsége mellett annyi kerület polgármestere is megszavazza, amennyi együttesen a főváros teljes lakosságszámának több mint felét kiteszi.

### Európai Unió
Az Európai Unióban a kettős többségi szavazás a Lisszaboni Szerződés végrehajtását követően az Európai Unió Tanácsában szavazatok mesterséges súlyozását váltotta fel, ez egy kettős minősített többségi szabály. A minősített többséghez a szavazásra jogosult EU-tagállamok 55%-a szükséges, amely a szavazásra jogosult tagok lakosságának legalább 65%-át képviseli az Európai Bizottság javaslatának jóváhagyásához. Ez a szavazati joggal rendelkező tagállamok 72%-ára emelkedik, ami legalább 65%-át képviseli az EU szavazati joggal rendelkező tagjainak, amennyiben a javaslat valamely tagállamból származik (megerősített minősített többség). A javaslatok blokkolhatók, ha az EU lakosságának több mint 35%-át képviselő Tanács legalább négy tagjának minősített többsége megalakul (blokkoló kisebbség).   

### Finnország
Finnország alkotmányának megváltoztatásához először az ülésező parlament egyszerű többségének kell megszavaznia a módosítást. A módosítást a következő általános választásig halasztják. A következő parlament végül megszavazhatja (ratifikálja) a módosítást, de a képviselők kétharmadával. Így általában két különböző parlament kettős többsége szükséges az alkotmánymódosítások elfogadásához. Gyorsított eljárásba azonban be lehet lépni, ha az ülésező parlament öthatoda a módosítást sürgősnek nyilvánítja. Ezt követően a jelenlegi parlament kétharmados többsége gyorsított eljárással ratifikálhat egy módosítást. 

### Montenegró
Amikor Montenegró a Szerbiától való függetlenedés mellett szavazott, az EU ragaszkodott ahhoz, hogy a többség 55%-os többségben részesüljön, hogy elismerje az eredményt; ez a szupertöbbség a kettős többséghez hasonlított, és elkerülné azt a véget nem érő vitát, amelyet kisebb többség esetén eredményezhetett volna.

### Észak-Írország
A Belfasti Megállapodás értelmében, ha 30 vagy több képviselő kéri, egy intézkedés „közösségi szavazásra” bocsátható, amelyhez mind a nacionalista, mind az unionista tábor többsége szükséges.

### Svájc
Svájcban az alkotmánymódosítás népszavazással történő elfogadásához kettős többség szükséges; nemcsak a választók többségének kell a módosítás mellett szavaznia, hanem a kantonok többségének is bele kell adnia a hozzájárulását. Ezzel elkerülhető, hogy egy nagyobb kanton módosító indítványokat kényszerítsen a kisebbekre, és fordítva.

## Fordítás
Ez a szócikk részben vagy egészben  a   Double majority című angol Wikipédia-szócikk fordításán alapul.  Az eredeti cikk szerkesztőit annak laptörténete sorolja fel. Ez a jelzés csupán a megfogalmazás eredetét és a szerzői jogokat jelzi, nem szolgál a cikkben szereplő információk forrásmegjelöléseként.